# Isaak Levitan
Isaak Iljitj Levitan (ryska: Исаак Ильич Левитан), född 30 augusti 1860 (18 augusti g.s.) i närheten av Kybartai i nuvarande Litauen (då en del av Ryssland), död 4 augusti 1900 (22 juli g.s.) i Moskva, var en rysk landskapsmålare som utvecklade stämningslandskapskonsten. Han deltog aktivt i utbrytargruppen Peredvizjnikerna.

## Biografi
Konstnären fick sin utbildning i en så kallad yeshiva i Vilnius samtidigt som han med hjälp av självstudier lärde sig franska och tyska. Dessa språk undervisade han i i staden Kaunas för att sedan arbeta som översättare. I början av 1870-talet flyttade familjen till Moskva, där Levitan började studera på Moskvas skola för måleri, skulptur och arkitektur. Året 1875 dog Levitans mor och 1877 avled fadern; trots det fortsatte Levitan sin karriär och målade bland annat verken "En solig dag" och "Höstdag i Sokolniki". 1885 avslutade Levitan konstskolan och mellan åren 1889 och 1890 reste han till bland annat Frankrike och Italien där han  till exempel målade "Vår i Italien". 1898 började Levitan själv att undervisa på skolan där han en gång själv var elev; arbetet resulterade i många resor och detta – tillsammans med hjärtproblem och tyfus som Levitan fick 1896 –  ledde till Levitans död år 1900.

## Utmärkelser
Asteroiden 3566 Levitan är uppkallad efter honom.

## Några verk

Isaac Levitan 1893. Porträtterad av Valentin Serov

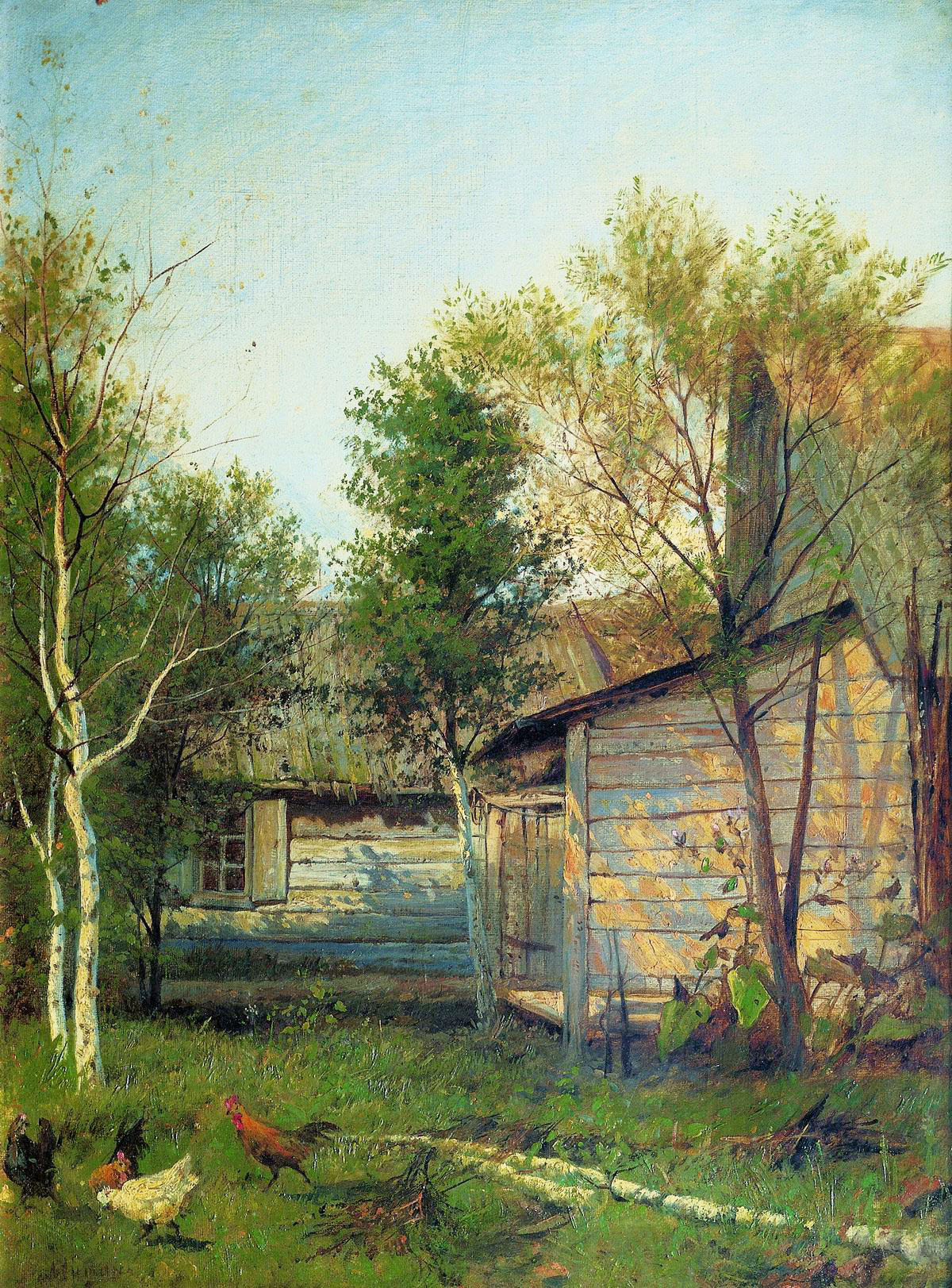
En solig dag 1876
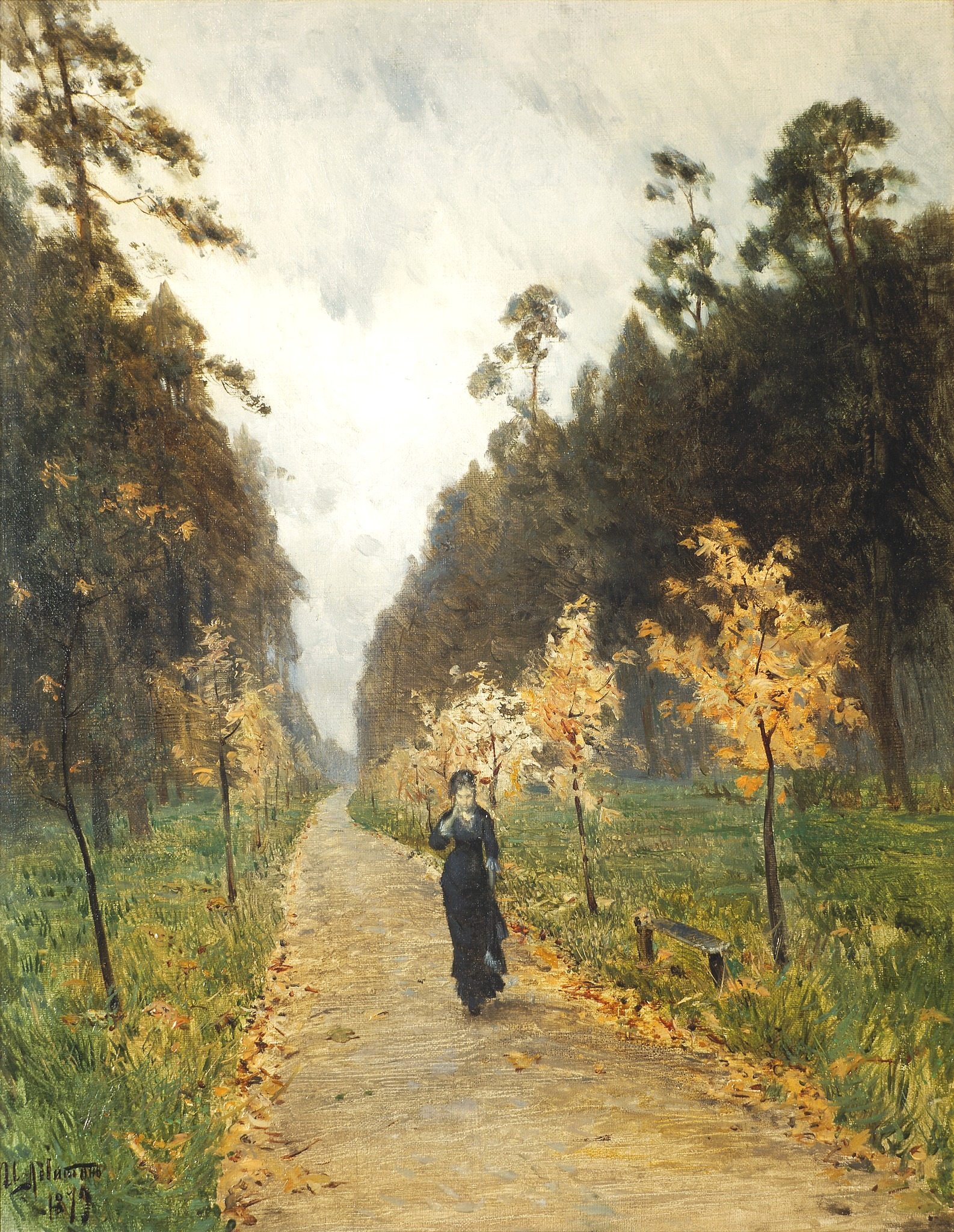
Höstdag i Sokolniki (1879).
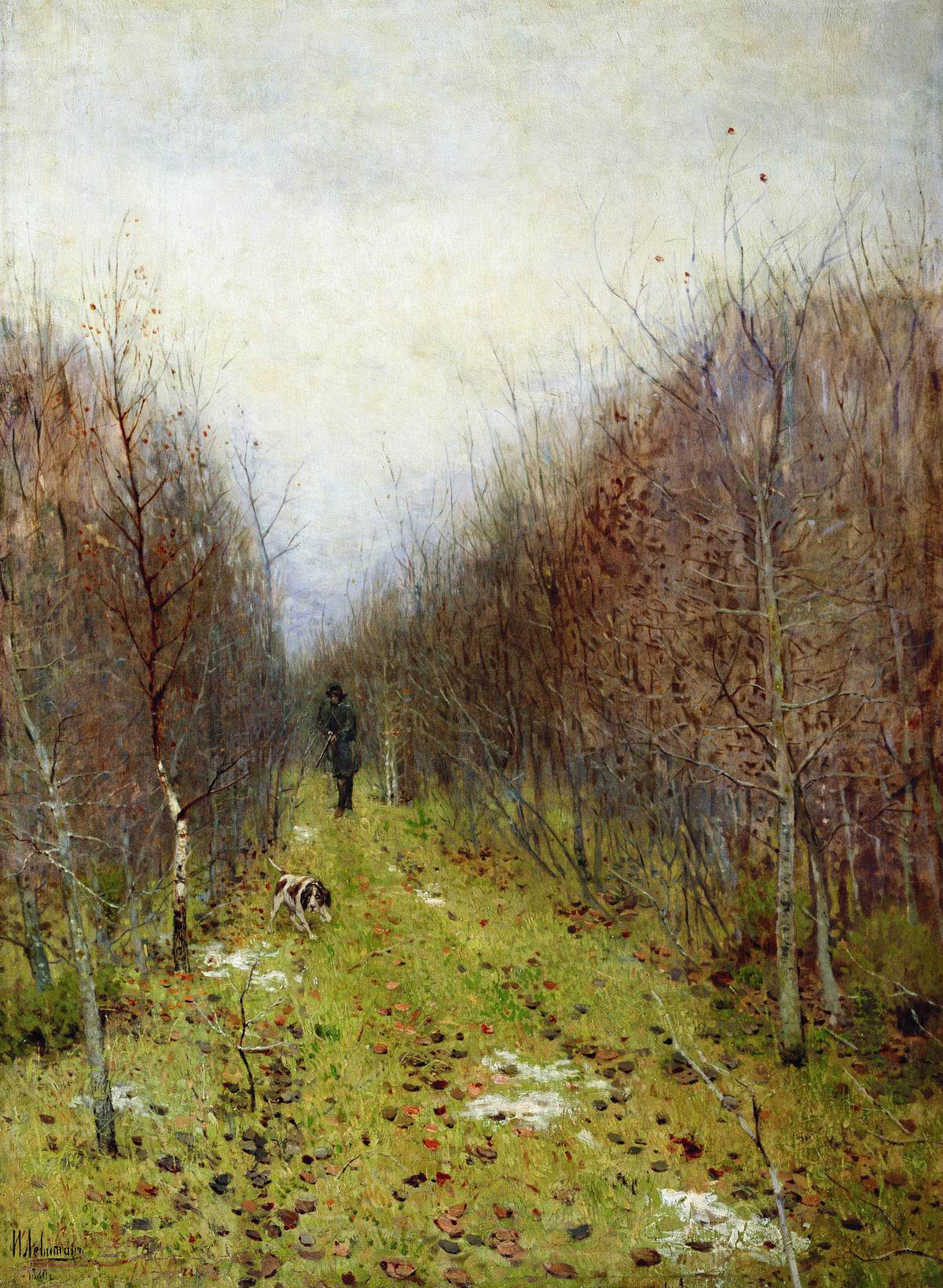
Höstlandskap 1880
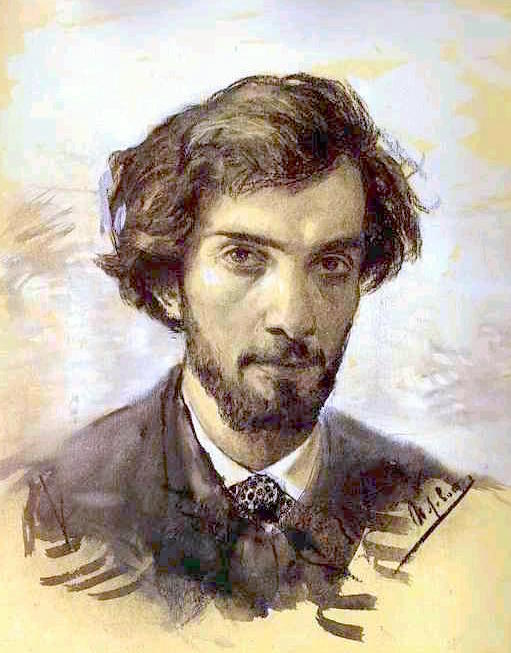
Självporträtt (1880).
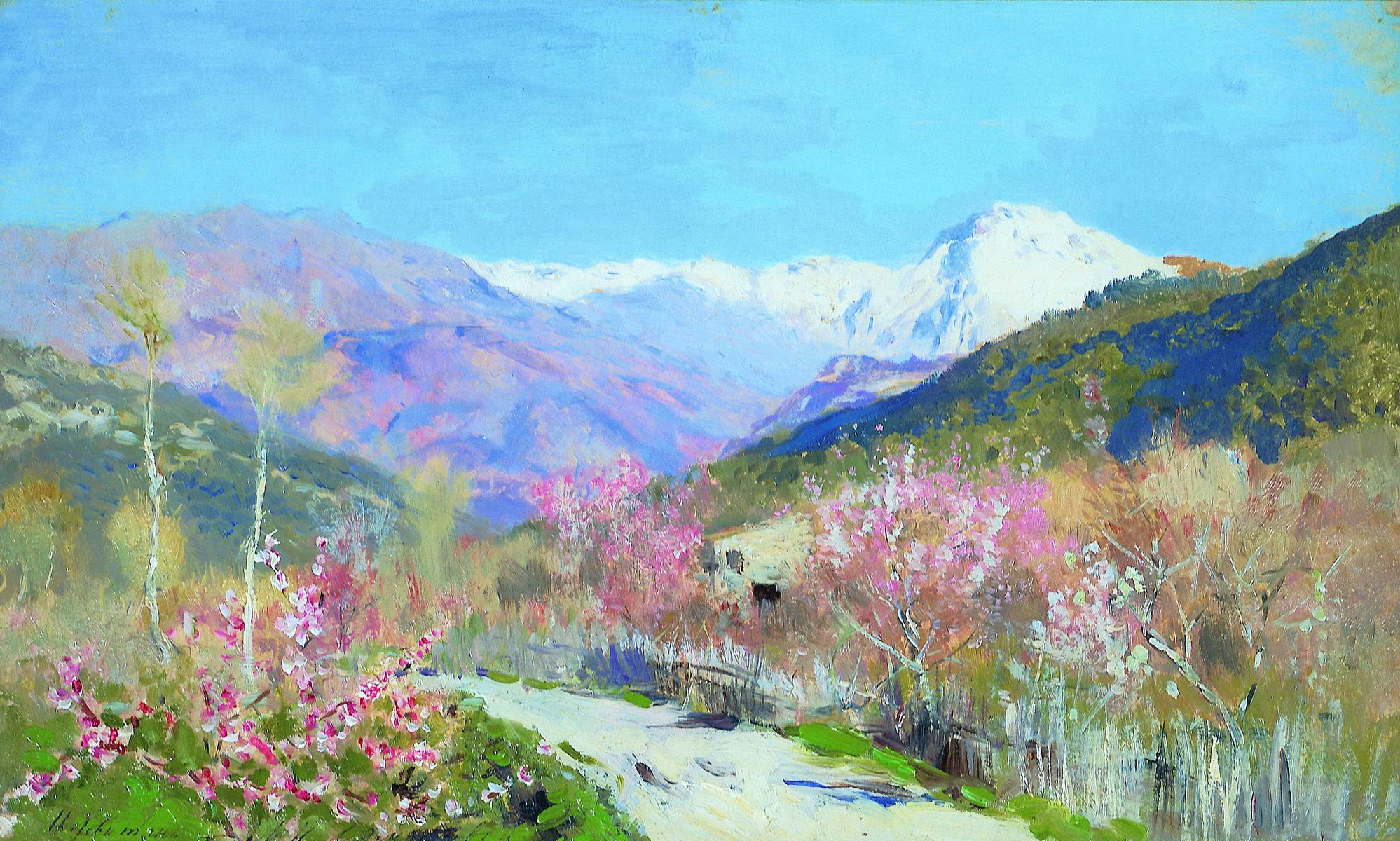
Vår i Italien
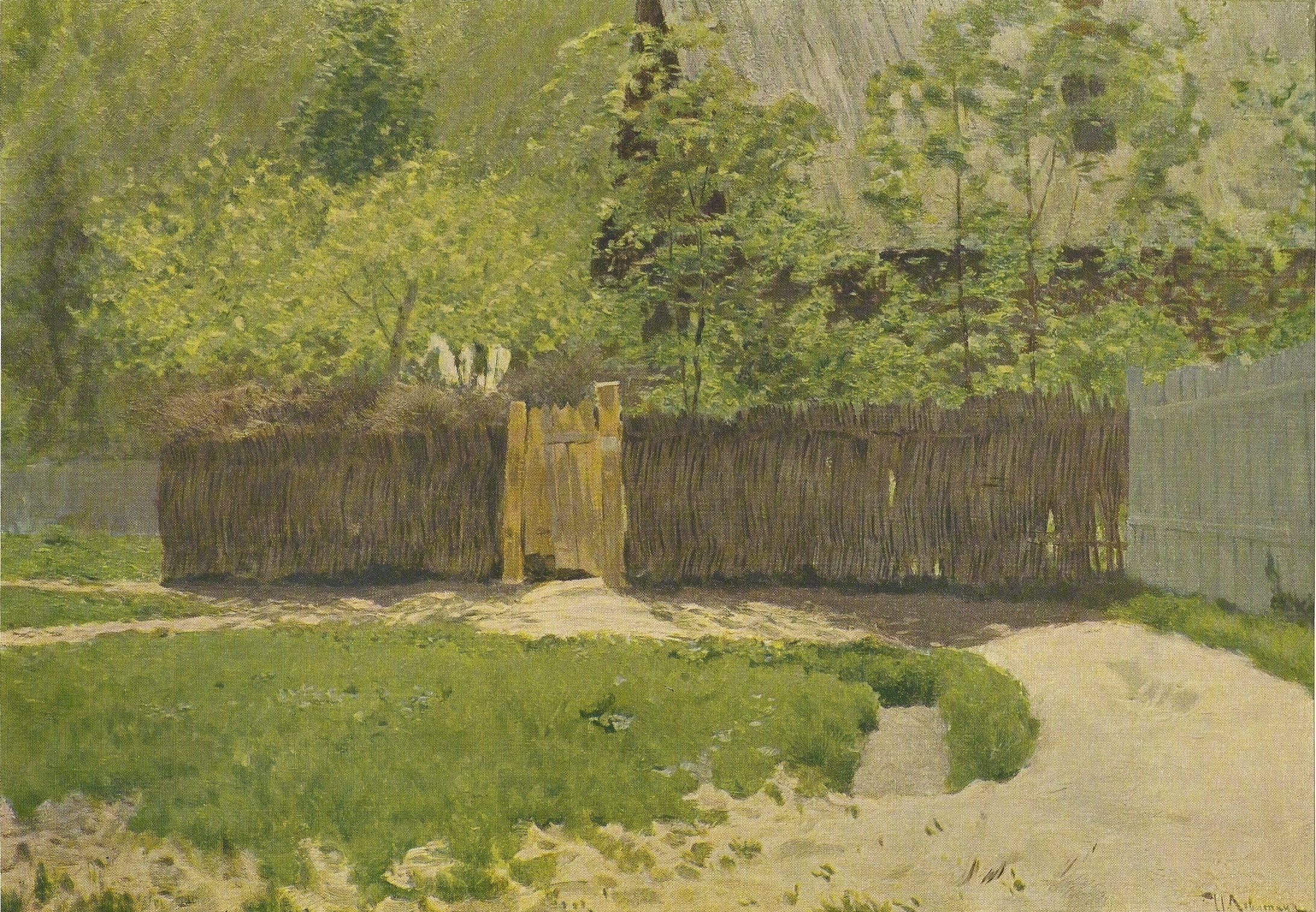
Den första grönskan (1883-1888)
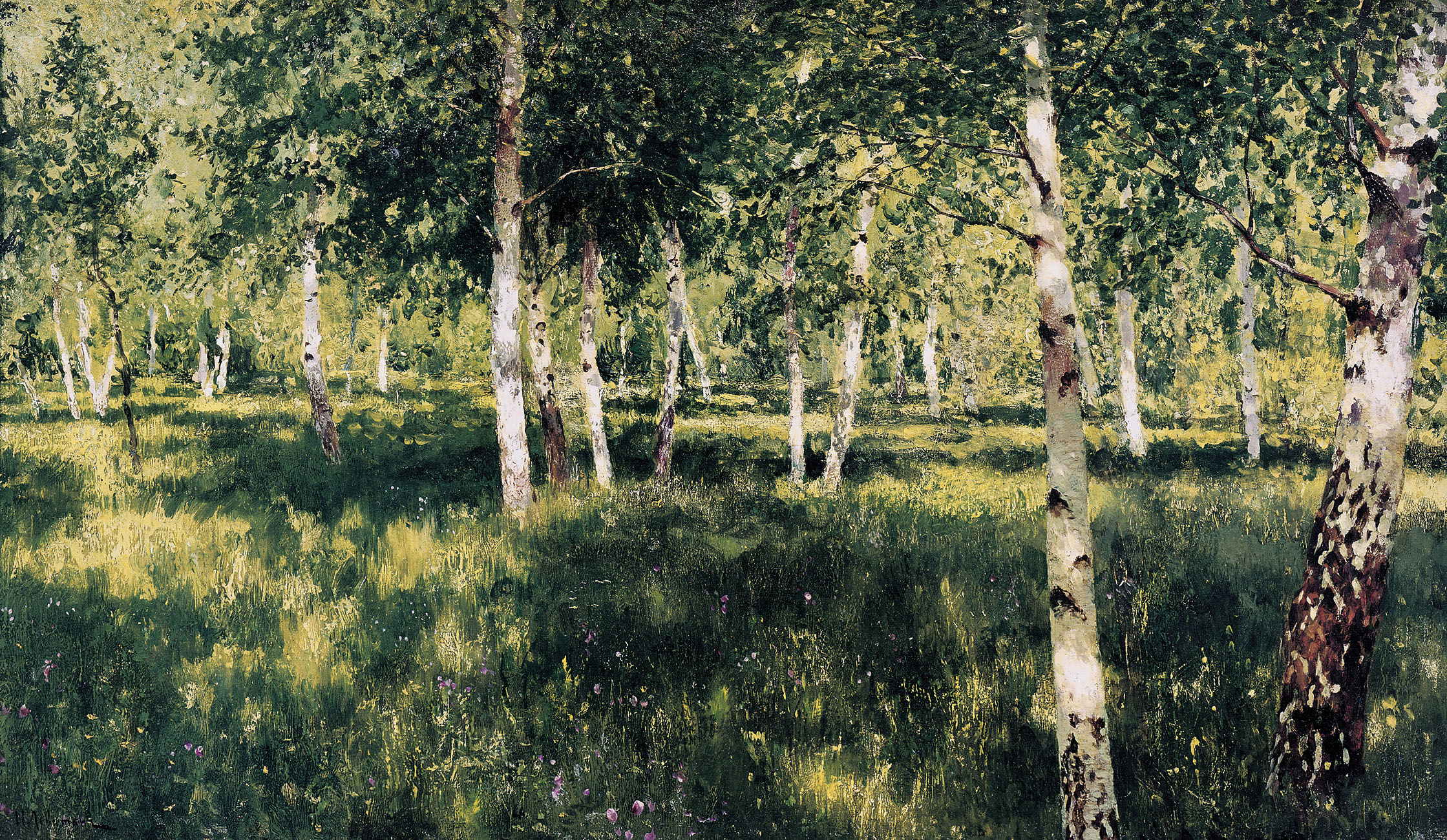
Björkhängnet (1885-1889)
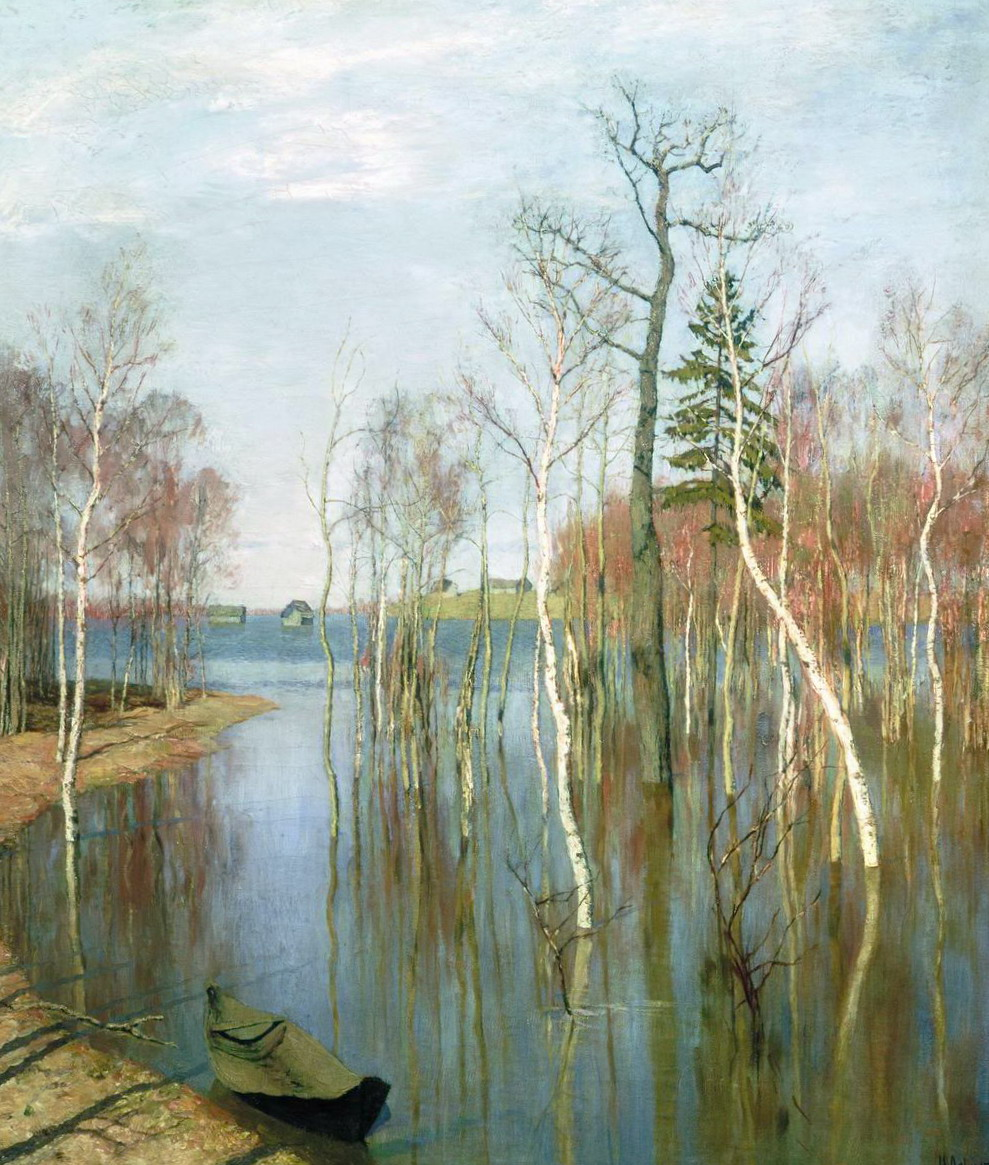
Vår, högvatten
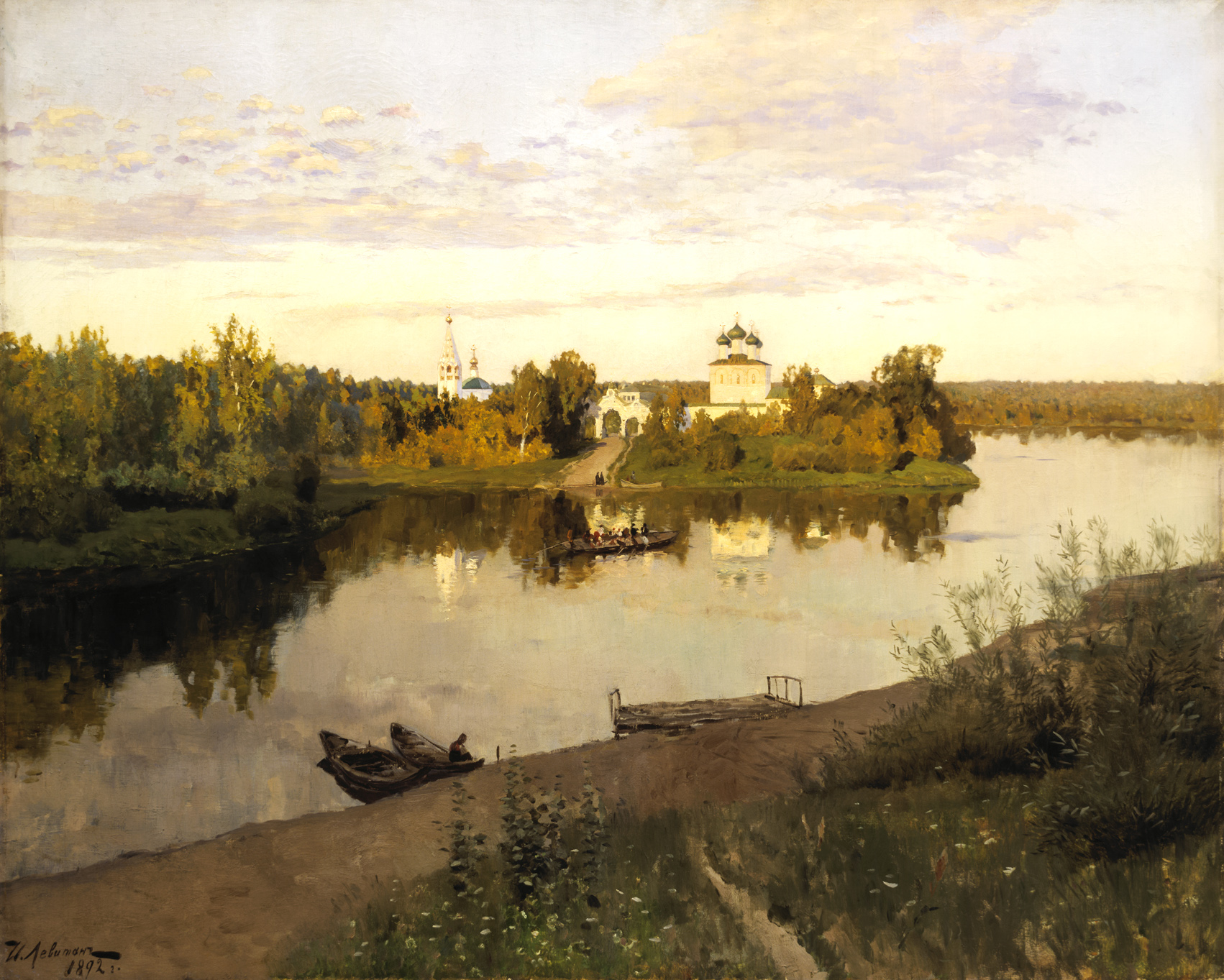
Aftonklockor (1891)
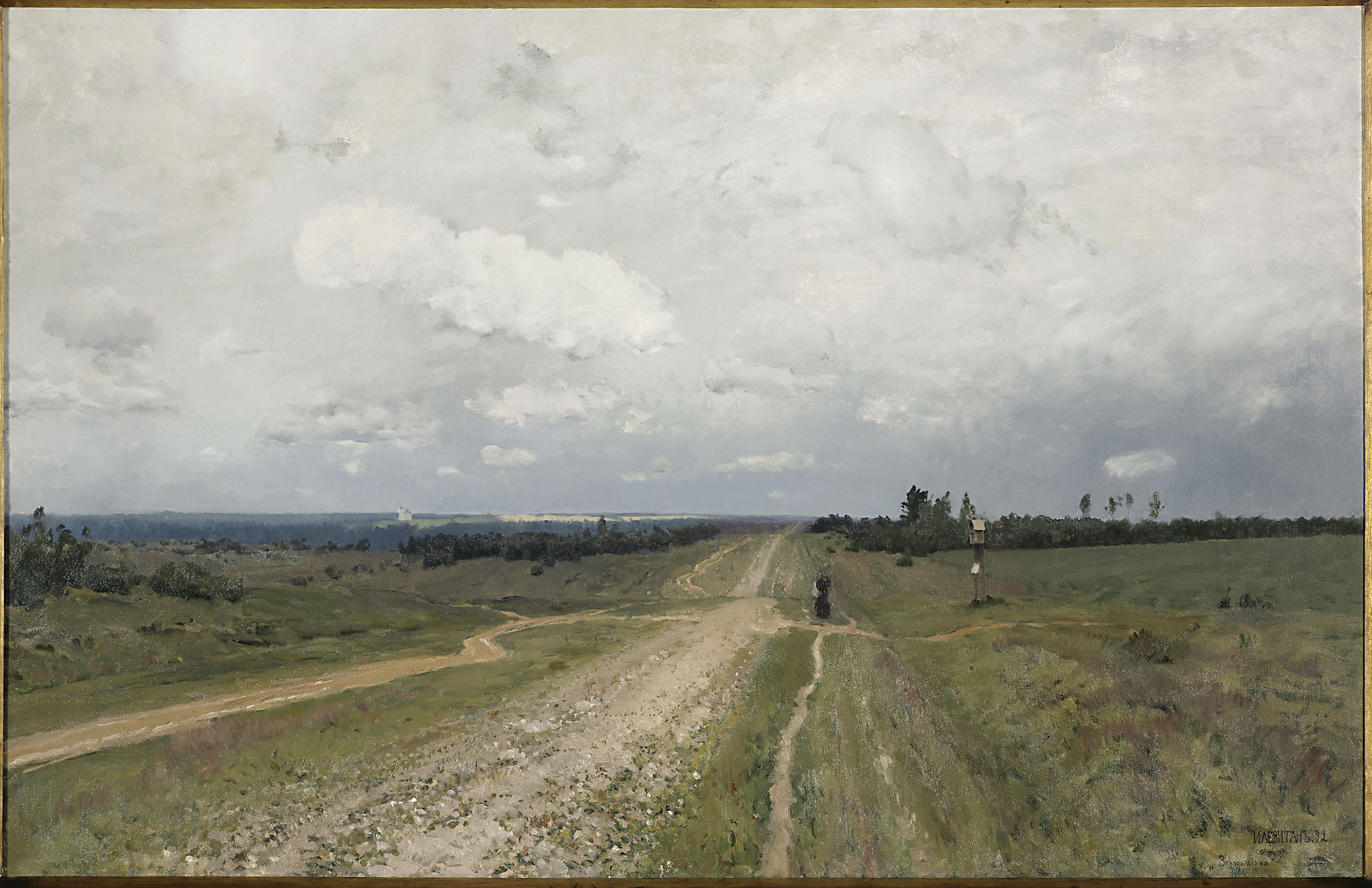
Vägen till Vladimir (1892)
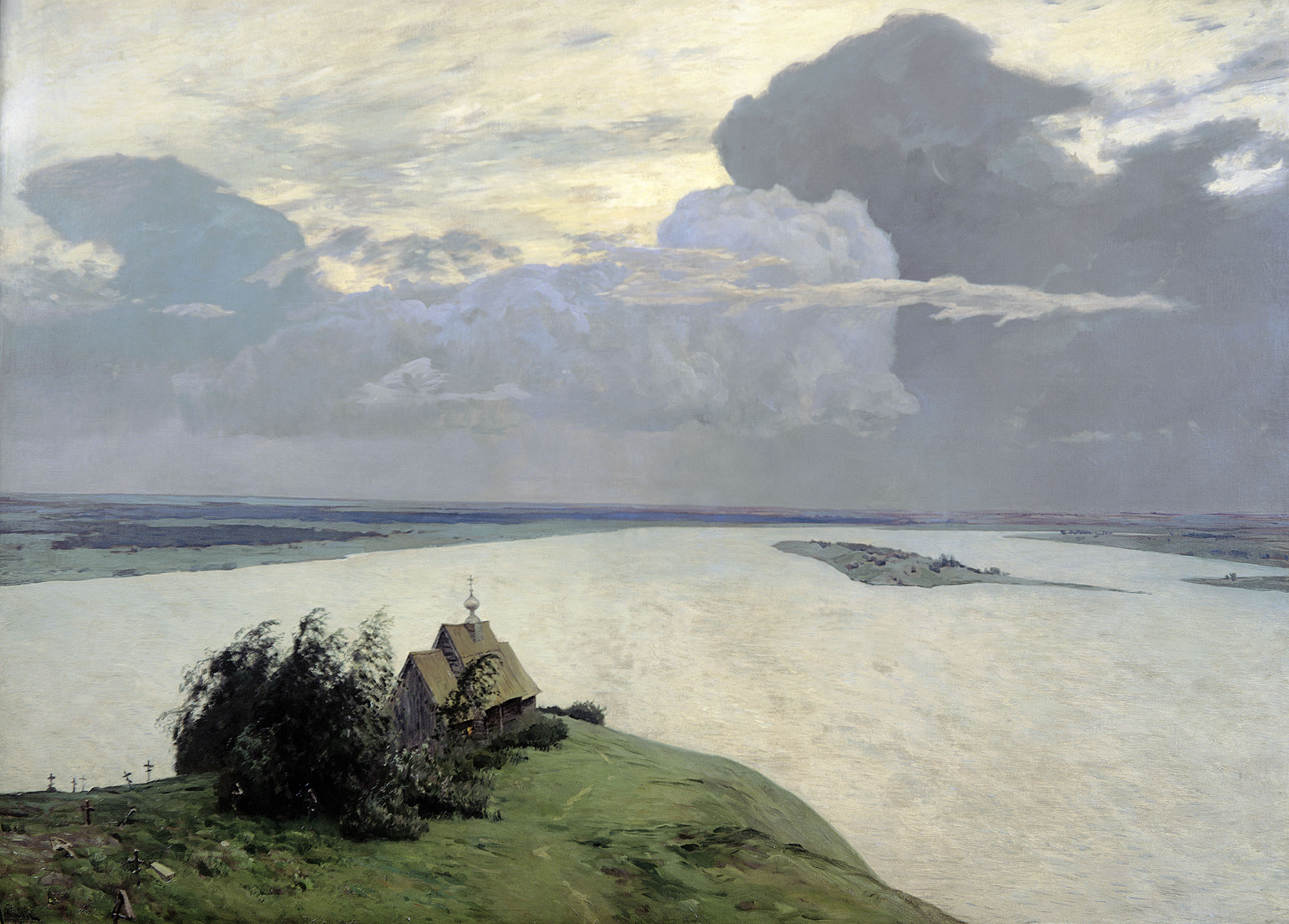
Ovan den eviga friden (1894)
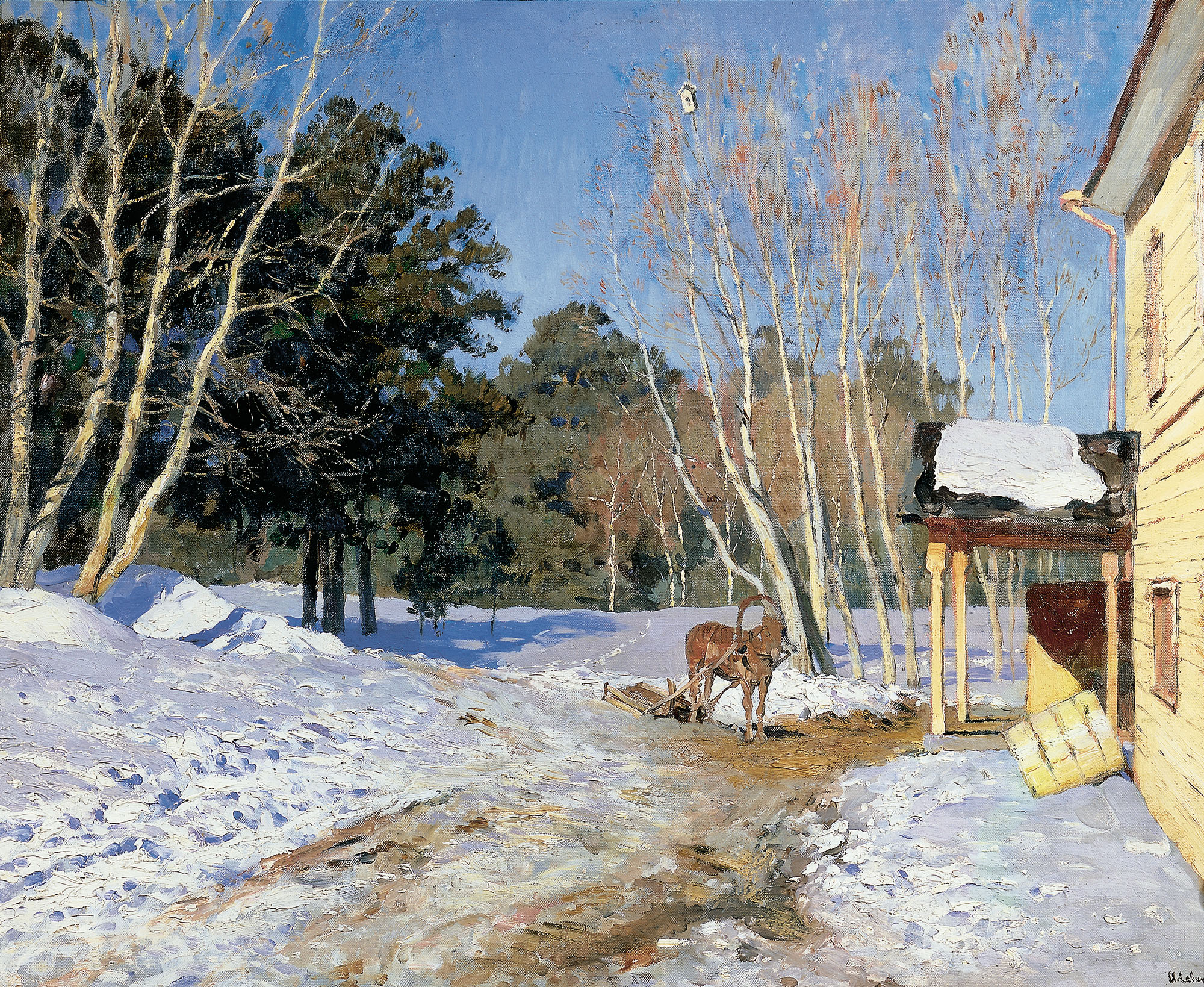
Mars (1895)
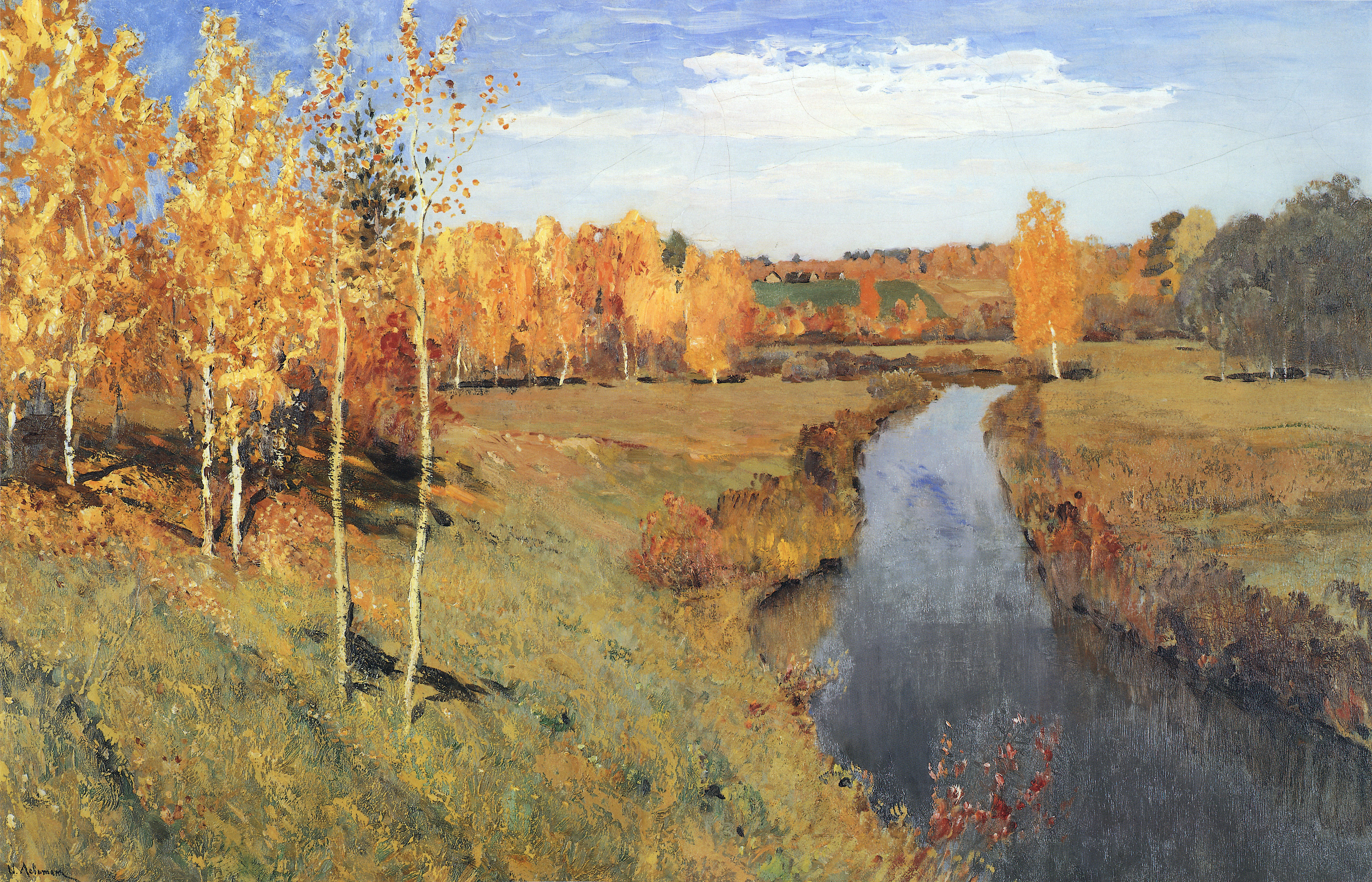
Den gyllene hösten (1895)
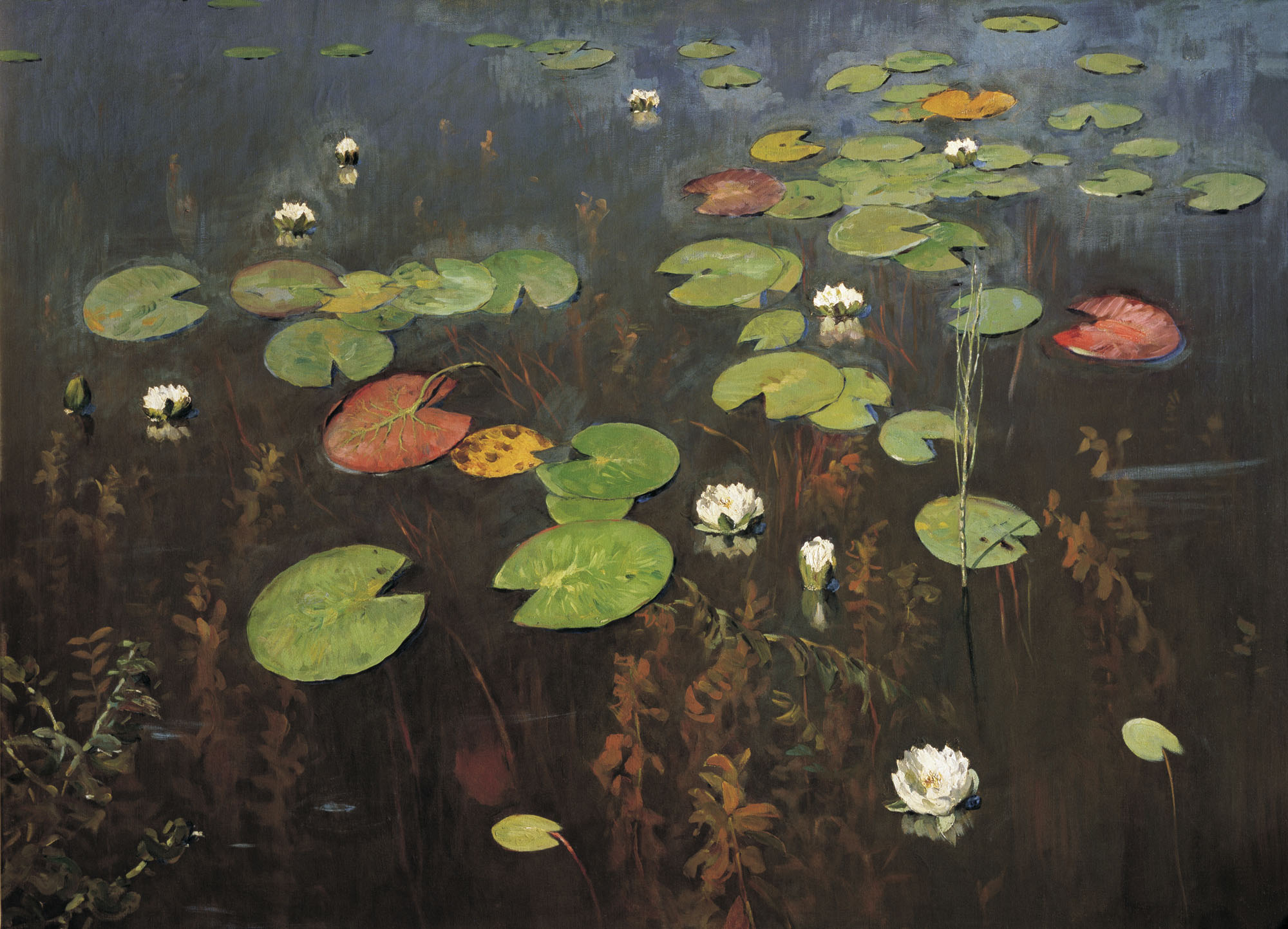
Näckrosor (1895)
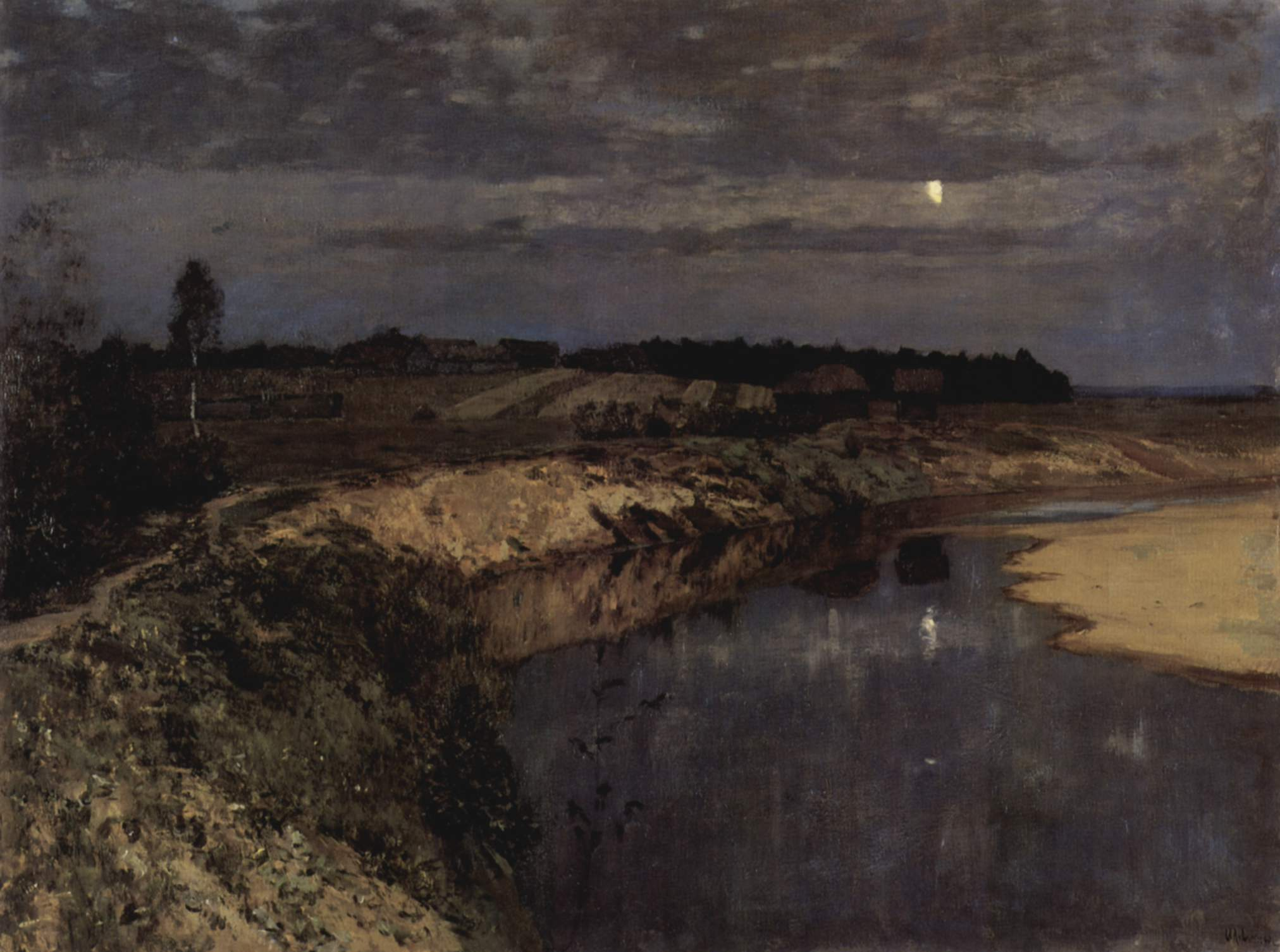
Tysnad (1898)
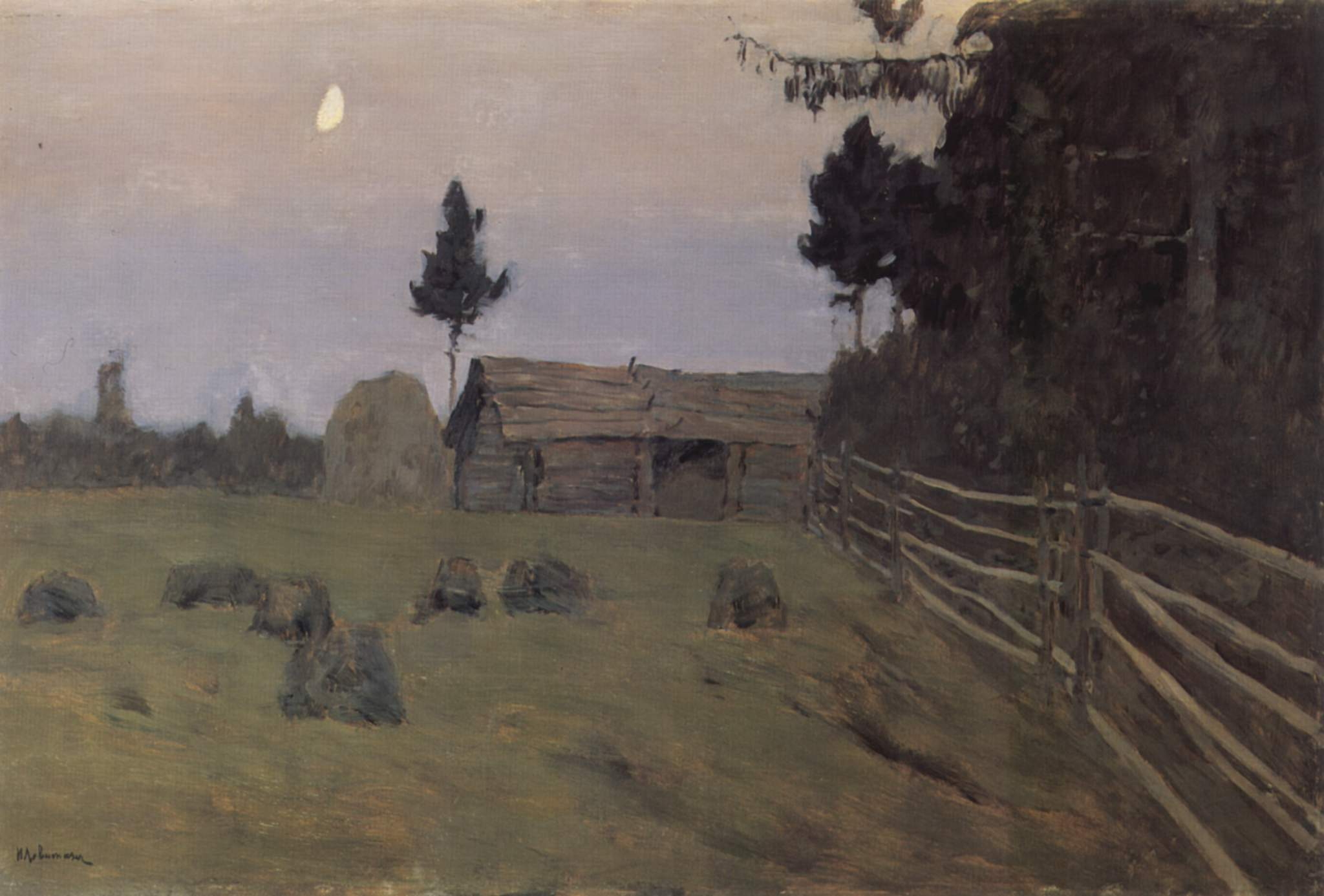
Skymning (1900)